# Аралієцвіті
Селероцвіті або Аралієцвіті (Apiales, syn. Araliales) — порядок квіткових рослин, включених до групи айстерид за системою класифікації APG IV. Порядок містить 7 родин і приблизно 5500 видів у 494 родах.

## Опис
Листки без прилистників.
Квітки дрібні, зібрані у більшості випадків (у родини Зонтичних) у зонтик, або (у родини Аралієвих) у щитки. Сама квітка правильна, двостатева, з п'ятичленними або чотиричленними колами, оцвітина надматочкова: чашолистки вельми дрібні, у вигляді зубчиків; віночок вільнопелюстковий, у брунці стулчастий; тичинки (5 або 4) в одному колі, маточка одна, складається з 5 або 2 плодолистків; зав'язь нижня, а стовпчики вільні; навколо основи стовпчиків розвивається надматочний медовниковий диск.
Число гнізд у зав'язі дорівнює числу плодолистків; у кожному гнізді розташовано по одній висячій оберненій сім'ябруньці. Насіння з великим ендоспермом (містить багато білку); зародок невеликий, прямий.

## Класифікація
Відповідно до системи APG III до ряду включені 7 родин:
- Apiaceae — Зонтичні
- Araliaceae — Аралієві
- Griseliniaceae — Грізелінієві
- Myodocarpaceae — Міодокарпові
- Pennantiaceae — Пеннантієві
- Pittosporaceae — Смолосім'яникові, або Піттоспорові
- Torricelliaceae — Торрічеллієві

## Філогенез
Нижче наведена кладограма групи asterids, що показує передбачувані родинні відносини ряду Аралієцвіті згідно з системою класифікації APG III (2009) :

|  | Бурачникові (Boraginaceae)                                                         |
|  |                                                                                    |
|  | Тирличецвіті (Gentianales)                                                         |
|  |                                                                                    |
|  | \| \| Пасльоноцвіті (Solanales) \| \| \| \| \| \| Губоцвіті (Lamiales) \| \| \| \| |
|  |                                                                                    |
|  | Пасльоноцвіті (Solanales)                                                          |
|  |                                                                                    |
|  | Губоцвіті (Lamiales)                                                               |
|  |                                                                                    |

|  | Пасльоноцвіті (Solanales) |
|  |                           |
|  | Губоцвіті (Lamiales)      |
|  |                           |

|  | Бурачникові (Boraginaceae)                                                         |
|  |                                                                                    |
|  | Тирличецвіті (Gentianales)                                                         |
|  |                                                                                    |
|  | \| \| Пасльоноцвіті (Solanales) \| \| \| \| \| \| Губоцвіті (Lamiales) \| \| \| \| |
|  |                                                                                    |
|  | Пасльоноцвіті (Solanales)                                                          |
|  |                                                                                    |
|  | Губоцвіті (Lamiales)                                                               |
|  |                                                                                    |

|  | Пасльоноцвіті (Solanales) |
|  |                           |
|  | Губоцвіті (Lamiales)      |
|  |                           |

|  | Аралієцвіті (Apiales)                                                                          |
|  |                                                                                                |
|  | \| \| Паракріфієцвіті (Paracryphiales) \| \| \| \| \| \| Черсакоцвіті (Dipsacales) \| \| \| \| |
|  |                                                                                                |
|  | Паракріфієцвіті (Paracryphiales)                                                               |
|  |                                                                                                |
|  | Черсакоцвіті (Dipsacales)                                                                      |
|  |                                                                                                |

|  | Паракріфієцвіті (Paracryphiales) |
|  |                                  |
|  | Черсакоцвіті (Dipsacales)        |
|  |                                  |

|  | Аралієцвіті (Apiales)                                                                          |
|  |                                                                                                |
|  | \| \| Паракріфієцвіті (Paracryphiales) \| \| \| \| \| \| Черсакоцвіті (Dipsacales) \| \| \| \| |
|  |                                                                                                |
|  | Паракріфієцвіті (Paracryphiales)                                                               |
|  |                                                                                                |
|  | Черсакоцвіті (Dipsacales)                                                                      |
|  |                                                                                                |

|  | Паракріфієцвіті (Paracryphiales) |
|  |                                  |
|  | Черсакоцвіті (Dipsacales)        |
|  |                                  |

|  | Аралієцвіті (Apiales)                                                                          |
|  |                                                                                                |
|  | \| \| Паракріфієцвіті (Paracryphiales) \| \| \| \| \| \| Черсакоцвіті (Dipsacales) \| \| \| \| |
|  |                                                                                                |
|  | Паракріфієцвіті (Paracryphiales)                                                               |
|  |                                                                                                |
|  | Черсакоцвіті (Dipsacales)                                                                      |
|  |                                                                                                |

|  | Паракріфієцвіті (Paracryphiales) |
|  |                                  |
|  | Черсакоцвіті (Dipsacales)        |
|  |                                  |

|  | Аралієцвіті (Apiales)                                                                          |
|  |                                                                                                |
|  | \| \| Паракріфієцвіті (Paracryphiales) \| \| \| \| \| \| Черсакоцвіті (Dipsacales) \| \| \| \| |
|  |                                                                                                |
|  | Паракріфієцвіті (Paracryphiales)                                                               |
|  |                                                                                                |
|  | Черсакоцвіті (Dipsacales)                                                                      |
|  |                                                                                                |

|  | Паракріфієцвіті (Paracryphiales) |
|  |                                  |
|  | Черсакоцвіті (Dipsacales)        |
|  |                                  |

|  | Аралієцвіті (Apiales)                                                                          |
|  |                                                                                                |
|  | \| \| Паракріфієцвіті (Paracryphiales) \| \| \| \| \| \| Черсакоцвіті (Dipsacales) \| \| \| \| |
|  |                                                                                                |
|  | Паракріфієцвіті (Paracryphiales)                                                               |
|  |                                                                                                |
|  | Черсакоцвіті (Dipsacales)                                                                      |
|  |                                                                                                |

|  | Паракріфієцвіті (Paracryphiales) |
|  |                                  |
|  | Черсакоцвіті (Dipsacales)        |
|  |                                  |

|  | Аралієцвіті (Apiales)                                                                          |
|  |                                                                                                |
|  | \| \| Паракріфієцвіті (Paracryphiales) \| \| \| \| \| \| Черсакоцвіті (Dipsacales) \| \| \| \| |
|  |                                                                                                |
|  | Паракріфієцвіті (Paracryphiales)                                                               |
|  |                                                                                                |
|  | Черсакоцвіті (Dipsacales)                                                                      |
|  |                                                                                                |

|  | Паракріфієцвіті (Paracryphiales) |
|  |                                  |
|  | Черсакоцвіті (Dipsacales)        |
|  |                                  |

|  | Аралієцвіті (Apiales)                                                                          |
|  |                                                                                                |
|  | \| \| Паракріфієцвіті (Paracryphiales) \| \| \| \| \| \| Черсакоцвіті (Dipsacales) \| \| \| \| |
|  |                                                                                                |
|  | Паракріфієцвіті (Paracryphiales)                                                               |
|  |                                                                                                |
|  | Черсакоцвіті (Dipsacales)                                                                      |
|  |                                                                                                |

|  | Паракріфієцвіті (Paracryphiales) |
|  |                                  |
|  | Черсакоцвіті (Dipsacales)        |
|  |                                  |

|  | Аралієцвіті (Apiales)                                                                          |
|  |                                                                                                |
|  | \| \| Паракріфієцвіті (Paracryphiales) \| \| \| \| \| \| Черсакоцвіті (Dipsacales) \| \| \| \| |
|  |                                                                                                |
|  | Паракріфієцвіті (Paracryphiales)                                                               |
|  |                                                                                                |
|  | Черсакоцвіті (Dipsacales)                                                                      |
|  |                                                                                                |

|  | Паракріфієцвіті (Paracryphiales) |
|  |                                  |
|  | Черсакоцвіті (Dipsacales)        |
|  |                                  |

|  | Бурачникові (Boraginaceae)                                                         |
|  |                                                                                    |
|  | Тирличецвіті (Gentianales)                                                         |
|  |                                                                                    |
|  | \| \| Пасльоноцвіті (Solanales) \| \| \| \| \| \| Губоцвіті (Lamiales) \| \| \| \| |
|  |                                                                                    |
|  | Пасльоноцвіті (Solanales)                                                          |
|  |                                                                                    |
|  | Губоцвіті (Lamiales)                                                               |
|  |                                                                                    |

|  | Пасльоноцвіті (Solanales) |
|  |                           |
|  | Губоцвіті (Lamiales)      |
|  |                           |

|  | Бурачникові (Boraginaceae)                                                         |
|  |                                                                                    |
|  | Тирличецвіті (Gentianales)                                                         |
|  |                                                                                    |
|  | \| \| Пасльоноцвіті (Solanales) \| \| \| \| \| \| Губоцвіті (Lamiales) \| \| \| \| |
|  |                                                                                    |
|  | Пасльоноцвіті (Solanales)                                                          |
|  |                                                                                    |
|  | Губоцвіті (Lamiales)                                                               |
|  |                                                                                    |

|  | Пасльоноцвіті (Solanales) |
|  |                           |
|  | Губоцвіті (Lamiales)      |
|  |                           |

|  | Аралієцвіті (Apiales)                                                                          |
|  |                                                                                                |
|  | \| \| Паракріфієцвіті (Paracryphiales) \| \| \| \| \| \| Черсакоцвіті (Dipsacales) \| \| \| \| |
|  |                                                                                                |
|  | Паракріфієцвіті (Paracryphiales)                                                               |
|  |                                                                                                |
|  | Черсакоцвіті (Dipsacales)                                                                      |
|  |                                                                                                |

|  | Паракріфієцвіті (Paracryphiales) |
|  |                                  |
|  | Черсакоцвіті (Dipsacales)        |
|  |                                  |

|  | Аралієцвіті (Apiales)                                                                          |
|  |                                                                                                |
|  | \| \| Паракріфієцвіті (Paracryphiales) \| \| \| \| \| \| Черсакоцвіті (Dipsacales) \| \| \| \| |
|  |                                                                                                |
|  | Паракріфієцвіті (Paracryphiales)                                                               |
|  |                                                                                                |
|  | Черсакоцвіті (Dipsacales)                                                                      |
|  |                                                                                                |

|  | Паракріфієцвіті (Paracryphiales) |
|  |                                  |
|  | Черсакоцвіті (Dipsacales)        |
|  |                                  |

|  | Аралієцвіті (Apiales)                                                                          |
|  |                                                                                                |
|  | \| \| Паракріфієцвіті (Paracryphiales) \| \| \| \| \| \| Черсакоцвіті (Dipsacales) \| \| \| \| |
|  |                                                                                                |
|  | Паракріфієцвіті (Paracryphiales)                                                               |
|  |                                                                                                |
|  | Черсакоцвіті (Dipsacales)                                                                      |
|  |                                                                                                |

|  | Паракріфієцвіті (Paracryphiales) |
|  |                                  |
|  | Черсакоцвіті (Dipsacales)        |
|  |                                  |

|  | Аралієцвіті (Apiales)                                                                          |
|  |                                                                                                |
|  | \| \| Паракріфієцвіті (Paracryphiales) \| \| \| \| \| \| Черсакоцвіті (Dipsacales) \| \| \| \| |
|  |                                                                                                |
|  | Паракріфієцвіті (Paracryphiales)                                                               |
|  |                                                                                                |
|  | Черсакоцвіті (Dipsacales)                                                                      |
|  |                                                                                                |

|  | Паракріфієцвіті (Paracryphiales) |
|  |                                  |
|  | Черсакоцвіті (Dipsacales)        |
|  |                                  |

|  | Аралієцвіті (Apiales)                                                                          |
|  |                                                                                                |
|  | \| \| Паракріфієцвіті (Paracryphiales) \| \| \| \| \| \| Черсакоцвіті (Dipsacales) \| \| \| \| |
|  |                                                                                                |
|  | Паракріфієцвіті (Paracryphiales)                                                               |
|  |                                                                                                |
|  | Черсакоцвіті (Dipsacales)                                                                      |
|  |                                                                                                |

|  | Паракріфієцвіті (Paracryphiales) |
|  |                                  |
|  | Черсакоцвіті (Dipsacales)        |
|  |                                  |

|  | Аралієцвіті (Apiales)                                                                          |
|  |                                                                                                |
|  | \| \| Паракріфієцвіті (Paracryphiales) \| \| \| \| \| \| Черсакоцвіті (Dipsacales) \| \| \| \| |
|  |                                                                                                |
|  | Паракріфієцвіті (Paracryphiales)                                                               |
|  |                                                                                                |
|  | Черсакоцвіті (Dipsacales)                                                                      |
|  |                                                                                                |

|  | Паракріфієцвіті (Paracryphiales) |
|  |                                  |
|  | Черсакоцвіті (Dipsacales)        |
|  |                                  |

|  | Аралієцвіті (Apiales)                                                                          |
|  |                                                                                                |
|  | \| \| Паракріфієцвіті (Paracryphiales) \| \| \| \| \| \| Черсакоцвіті (Dipsacales) \| \| \| \| |
|  |                                                                                                |
|  | Паракріфієцвіті (Paracryphiales)                                                               |
|  |                                                                                                |
|  | Черсакоцвіті (Dipsacales)                                                                      |
|  |                                                                                                |

|  | Паракріфієцвіті (Paracryphiales) |
|  |                                  |
|  | Черсакоцвіті (Dipsacales)        |
|  |                                  |

|  | Аралієцвіті (Apiales)                                                                          |
|  |                                                                                                |
|  | \| \| Паракріфієцвіті (Paracryphiales) \| \| \| \| \| \| Черсакоцвіті (Dipsacales) \| \| \| \| |
|  |                                                                                                |
|  | Паракріфієцвіті (Paracryphiales)                                                               |
|  |                                                                                                |
|  | Черсакоцвіті (Dipsacales)                                                                      |
|  |                                                                                                |

|  | Паракріфієцвіті (Paracryphiales) |
|  |                                  |
|  | Черсакоцвіті (Dipsacales)        |
|  |                                  |

|  | Бурачникові (Boraginaceae)                                                         |
|  |                                                                                    |
|  | Тирличецвіті (Gentianales)                                                         |
|  |                                                                                    |
|  | \| \| Пасльоноцвіті (Solanales) \| \| \| \| \| \| Губоцвіті (Lamiales) \| \| \| \| |
|  |                                                                                    |
|  | Пасльоноцвіті (Solanales)                                                          |
|  |                                                                                    |
|  | Губоцвіті (Lamiales)                                                               |
|  |                                                                                    |

|  | Пасльоноцвіті (Solanales) |
|  |                           |
|  | Губоцвіті (Lamiales)      |
|  |                           |

|  | Бурачникові (Boraginaceae)                                                         |
|  |                                                                                    |
|  | Тирличецвіті (Gentianales)                                                         |
|  |                                                                                    |
|  | \| \| Пасльоноцвіті (Solanales) \| \| \| \| \| \| Губоцвіті (Lamiales) \| \| \| \| |
|  |                                                                                    |
|  | Пасльоноцвіті (Solanales)                                                          |
|  |                                                                                    |
|  | Губоцвіті (Lamiales)                                                               |
|  |                                                                                    |

|  | Пасльоноцвіті (Solanales) |
|  |                           |
|  | Губоцвіті (Lamiales)      |
|  |                           |

|  | Аралієцвіті (Apiales)                                                                          |
|  |                                                                                                |
|  | \| \| Паракріфієцвіті (Paracryphiales) \| \| \| \| \| \| Черсакоцвіті (Dipsacales) \| \| \| \| |
|  |                                                                                                |
|  | Паракріфієцвіті (Paracryphiales)                                                               |
|  |                                                                                                |
|  | Черсакоцвіті (Dipsacales)                                                                      |
|  |                                                                                                |

|  | Паракріфієцвіті (Paracryphiales) |
|  |                                  |
|  | Черсакоцвіті (Dipsacales)        |
|  |                                  |

|  | Аралієцвіті (Apiales)                                                                          |
|  |                                                                                                |
|  | \| \| Паракріфієцвіті (Paracryphiales) \| \| \| \| \| \| Черсакоцвіті (Dipsacales) \| \| \| \| |
|  |                                                                                                |
|  | Паракріфієцвіті (Paracryphiales)                                                               |
|  |                                                                                                |
|  | Черсакоцвіті (Dipsacales)                                                                      |
|  |                                                                                                |

|  | Паракріфієцвіті (Paracryphiales) |
|  |                                  |
|  | Черсакоцвіті (Dipsacales)        |
|  |                                  |

|  | Аралієцвіті (Apiales)                                                                          |
|  |                                                                                                |
|  | \| \| Паракріфієцвіті (Paracryphiales) \| \| \| \| \| \| Черсакоцвіті (Dipsacales) \| \| \| \| |
|  |                                                                                                |
|  | Паракріфієцвіті (Paracryphiales)                                                               |
|  |                                                                                                |
|  | Черсакоцвіті (Dipsacales)                                                                      |
|  |                                                                                                |

|  | Паракріфієцвіті (Paracryphiales) |
|  |                                  |
|  | Черсакоцвіті (Dipsacales)        |
|  |                                  |

|  | Аралієцвіті (Apiales)                                                                          |
|  |                                                                                                |
|  | \| \| Паракріфієцвіті (Paracryphiales) \| \| \| \| \| \| Черсакоцвіті (Dipsacales) \| \| \| \| |
|  |                                                                                                |
|  | Паракріфієцвіті (Paracryphiales)                                                               |
|  |                                                                                                |
|  | Черсакоцвіті (Dipsacales)                                                                      |
|  |                                                                                                |

|  | Паракріфієцвіті (Paracryphiales) |
|  |                                  |
|  | Черсакоцвіті (Dipsacales)        |
|  |                                  |

|  | Аралієцвіті (Apiales)                                                                          |
|  |                                                                                                |
|  | \| \| Паракріфієцвіті (Paracryphiales) \| \| \| \| \| \| Черсакоцвіті (Dipsacales) \| \| \| \| |
|  |                                                                                                |
|  | Паракріфієцвіті (Paracryphiales)                                                               |
|  |                                                                                                |
|  | Черсакоцвіті (Dipsacales)                                                                      |
|  |                                                                                                |

|  | Паракріфієцвіті (Paracryphiales) |
|  |                                  |
|  | Черсакоцвіті (Dipsacales)        |
|  |                                  |

|  | Аралієцвіті (Apiales)                                                                          |
|  |                                                                                                |
|  | \| \| Паракріфієцвіті (Paracryphiales) \| \| \| \| \| \| Черсакоцвіті (Dipsacales) \| \| \| \| |
|  |                                                                                                |
|  | Паракріфієцвіті (Paracryphiales)                                                               |
|  |                                                                                                |
|  | Черсакоцвіті (Dipsacales)                                                                      |
|  |                                                                                                |

|  | Паракріфієцвіті (Paracryphiales) |
|  |                                  |
|  | Черсакоцвіті (Dipsacales)        |
|  |                                  |

|  | Аралієцвіті (Apiales)                                                                          |
|  |                                                                                                |
|  | \| \| Паракріфієцвіті (Paracryphiales) \| \| \| \| \| \| Черсакоцвіті (Dipsacales) \| \| \| \| |
|  |                                                                                                |
|  | Паракріфієцвіті (Paracryphiales)                                                               |
|  |                                                                                                |
|  | Черсакоцвіті (Dipsacales)                                                                      |
|  |                                                                                                |

|  | Паракріфієцвіті (Paracryphiales) |
|  |                                  |
|  | Черсакоцвіті (Dipsacales)        |
|  |                                  |

|  | Аралієцвіті (Apiales)                                                                          |
|  |                                                                                                |
|  | \| \| Паракріфієцвіті (Paracryphiales) \| \| \| \| \| \| Черсакоцвіті (Dipsacales) \| \| \| \| |
|  |                                                                                                |
|  | Паракріфієцвіті (Paracryphiales)                                                               |
|  |                                                                                                |
|  | Черсакоцвіті (Dipsacales)                                                                      |
|  |                                                                                                |

|  | Паракріфієцвіті (Paracryphiales) |
|  |                                  |
|  | Черсакоцвіті (Dipsacales)        |
|  |                                  |

|  | Бурачникові (Boraginaceae)                                                         |
|  |                                                                                    |
|  | Тирличецвіті (Gentianales)                                                         |
|  |                                                                                    |
|  | \| \| Пасльоноцвіті (Solanales) \| \| \| \| \| \| Губоцвіті (Lamiales) \| \| \| \| |
|  |                                                                                    |
|  | Пасльоноцвіті (Solanales)                                                          |
|  |                                                                                    |
|  | Губоцвіті (Lamiales)                                                               |
|  |                                                                                    |

|  | Пасльоноцвіті (Solanales) |
|  |                           |
|  | Губоцвіті (Lamiales)      |
|  |                           |

|  | Бурачникові (Boraginaceae)                                                         |
|  |                                                                                    |
|  | Тирличецвіті (Gentianales)                                                         |
|  |                                                                                    |
|  | \| \| Пасльоноцвіті (Solanales) \| \| \| \| \| \| Губоцвіті (Lamiales) \| \| \| \| |
|  |                                                                                    |
|  | Пасльоноцвіті (Solanales)                                                          |
|  |                                                                                    |
|  | Губоцвіті (Lamiales)                                                               |
|  |                                                                                    |

|  | Пасльоноцвіті (Solanales) |
|  |                           |
|  | Губоцвіті (Lamiales)      |
|  |                           |

|  | Аралієцвіті (Apiales)                                                                          |
|  |                                                                                                |
|  | \| \| Паракріфієцвіті (Paracryphiales) \| \| \| \| \| \| Черсакоцвіті (Dipsacales) \| \| \| \| |
|  |                                                                                                |
|  | Паракріфієцвіті (Paracryphiales)                                                               |
|  |                                                                                                |
|  | Черсакоцвіті (Dipsacales)                                                                      |
|  |                                                                                                |

|  | Паракріфієцвіті (Paracryphiales) |
|  |                                  |
|  | Черсакоцвіті (Dipsacales)        |
|  |                                  |

|  | Аралієцвіті (Apiales)                                                                          |
|  |                                                                                                |
|  | \| \| Паракріфієцвіті (Paracryphiales) \| \| \| \| \| \| Черсакоцвіті (Dipsacales) \| \| \| \| |
|  |                                                                                                |
|  | Паракріфієцвіті (Paracryphiales)                                                               |
|  |                                                                                                |
|  | Черсакоцвіті (Dipsacales)                                                                      |
|  |                                                                                                |

|  | Паракріфієцвіті (Paracryphiales) |
|  |                                  |
|  | Черсакоцвіті (Dipsacales)        |
|  |                                  |

|  | Аралієцвіті (Apiales)                                                                          |
|  |                                                                                                |
|  | \| \| Паракріфієцвіті (Paracryphiales) \| \| \| \| \| \| Черсакоцвіті (Dipsacales) \| \| \| \| |
|  |                                                                                                |
|  | Паракріфієцвіті (Paracryphiales)                                                               |
|  |                                                                                                |
|  | Черсакоцвіті (Dipsacales)                                                                      |
|  |                                                                                                |

|  | Паракріфієцвіті (Paracryphiales) |
|  |                                  |
|  | Черсакоцвіті (Dipsacales)        |
|  |                                  |

|  | Аралієцвіті (Apiales)                                                                          |
|  |                                                                                                |
|  | \| \| Паракріфієцвіті (Paracryphiales) \| \| \| \| \| \| Черсакоцвіті (Dipsacales) \| \| \| \| |
|  |                                                                                                |
|  | Паракріфієцвіті (Paracryphiales)                                                               |
|  |                                                                                                |
|  | Черсакоцвіті (Dipsacales)                                                                      |
|  |                                                                                                |

|  | Паракріфієцвіті (Paracryphiales) |
|  |                                  |
|  | Черсакоцвіті (Dipsacales)        |
|  |                                  |

|  | Аралієцвіті (Apiales)                                                                          |
|  |                                                                                                |
|  | \| \| Паракріфієцвіті (Paracryphiales) \| \| \| \| \| \| Черсакоцвіті (Dipsacales) \| \| \| \| |
|  |                                                                                                |
|  | Паракріфієцвіті (Paracryphiales)                                                               |
|  |                                                                                                |
|  | Черсакоцвіті (Dipsacales)                                                                      |
|  |                                                                                                |

|  | Паракріфієцвіті (Paracryphiales) |
|  |                                  |
|  | Черсакоцвіті (Dipsacales)        |
|  |                                  |

|  | Аралієцвіті (Apiales)                                                                          |
|  |                                                                                                |
|  | \| \| Паракріфієцвіті (Paracryphiales) \| \| \| \| \| \| Черсакоцвіті (Dipsacales) \| \| \| \| |
|  |                                                                                                |
|  | Паракріфієцвіті (Paracryphiales)                                                               |
|  |                                                                                                |
|  | Черсакоцвіті (Dipsacales)                                                                      |
|  |                                                                                                |

|  | Паракріфієцвіті (Paracryphiales) |
|  |                                  |
|  | Черсакоцвіті (Dipsacales)        |
|  |                                  |

|  | Аралієцвіті (Apiales)                                                                          |
|  |                                                                                                |
|  | \| \| Паракріфієцвіті (Paracryphiales) \| \| \| \| \| \| Черсакоцвіті (Dipsacales) \| \| \| \| |
|  |                                                                                                |
|  | Паракріфієцвіті (Paracryphiales)                                                               |
|  |                                                                                                |
|  | Черсакоцвіті (Dipsacales)                                                                      |
|  |                                                                                                |

|  | Паракріфієцвіті (Paracryphiales) |
|  |                                  |
|  | Черсакоцвіті (Dipsacales)        |
|  |                                  |

|  | Аралієцвіті (Apiales)                                                                          |
|  |                                                                                                |
|  | \| \| Паракріфієцвіті (Paracryphiales) \| \| \| \| \| \| Черсакоцвіті (Dipsacales) \| \| \| \| |
|  |                                                                                                |
|  | Паракріфієцвіті (Paracryphiales)                                                               |
|  |                                                                                                |
|  | Черсакоцвіті (Dipsacales)                                                                      |
|  |                                                                                                |

|  | Паракріфієцвіті (Paracryphiales) |
|  |                                  |
|  | Черсакоцвіті (Dipsacales)        |
|  |                                  |

|  | Бурачникові (Boraginaceae)                                                         |
|  |                                                                                    |
|  | Тирличецвіті (Gentianales)                                                         |
|  |                                                                                    |
|  | \| \| Пасльоноцвіті (Solanales) \| \| \| \| \| \| Губоцвіті (Lamiales) \| \| \| \| |
|  |                                                                                    |
|  | Пасльоноцвіті (Solanales)                                                          |
|  |                                                                                    |
|  | Губоцвіті (Lamiales)                                                               |
|  |                                                                                    |

|  | Пасльоноцвіті (Solanales) |
|  |                           |
|  | Губоцвіті (Lamiales)      |
|  |                           |

|  | Бурачникові (Boraginaceae)                                                         |
|  |                                                                                    |
|  | Тирличецвіті (Gentianales)                                                         |
|  |                                                                                    |
|  | \| \| Пасльоноцвіті (Solanales) \| \| \| \| \| \| Губоцвіті (Lamiales) \| \| \| \| |
|  |                                                                                    |
|  | Пасльоноцвіті (Solanales)                                                          |
|  |                                                                                    |
|  | Губоцвіті (Lamiales)                                                               |
|  |                                                                                    |

|  | Пасльоноцвіті (Solanales) |
|  |                           |
|  | Губоцвіті (Lamiales)      |
|  |                           |

|  | Аралієцвіті (Apiales)                                                                          |
|  |                                                                                                |
|  | \| \| Паракріфієцвіті (Paracryphiales) \| \| \| \| \| \| Черсакоцвіті (Dipsacales) \| \| \| \| |
|  |                                                                                                |
|  | Паракріфієцвіті (Paracryphiales)                                                               |
|  |                                                                                                |
|  | Черсакоцвіті (Dipsacales)                                                                      |
|  |                                                                                                |

|  | Паракріфієцвіті (Paracryphiales) |
|  |                                  |
|  | Черсакоцвіті (Dipsacales)        |
|  |                                  |

|  | Аралієцвіті (Apiales)                                                                          |
|  |                                                                                                |
|  | \| \| Паракріфієцвіті (Paracryphiales) \| \| \| \| \| \| Черсакоцвіті (Dipsacales) \| \| \| \| |
|  |                                                                                                |
|  | Паракріфієцвіті (Paracryphiales)                                                               |
|  |                                                                                                |
|  | Черсакоцвіті (Dipsacales)                                                                      |
|  |                                                                                                |

|  | Паракріфієцвіті (Paracryphiales) |
|  |                                  |
|  | Черсакоцвіті (Dipsacales)        |
|  |                                  |

|  | Аралієцвіті (Apiales)                                                                          |
|  |                                                                                                |
|  | \| \| Паракріфієцвіті (Paracryphiales) \| \| \| \| \| \| Черсакоцвіті (Dipsacales) \| \| \| \| |
|  |                                                                                                |
|  | Паракріфієцвіті (Paracryphiales)                                                               |
|  |                                                                                                |
|  | Черсакоцвіті (Dipsacales)                                                                      |
|  |                                                                                                |

|  | Паракріфієцвіті (Paracryphiales) |
|  |                                  |
|  | Черсакоцвіті (Dipsacales)        |
|  |                                  |

|  | Аралієцвіті (Apiales)                                                                          |
|  |                                                                                                |
|  | \| \| Паракріфієцвіті (Paracryphiales) \| \| \| \| \| \| Черсакоцвіті (Dipsacales) \| \| \| \| |
|  |                                                                                                |
|  | Паракріфієцвіті (Paracryphiales)                                                               |
|  |                                                                                                |
|  | Черсакоцвіті (Dipsacales)                                                                      |
|  |                                                                                                |

|  | Паракріфієцвіті (Paracryphiales) |
|  |                                  |
|  | Черсакоцвіті (Dipsacales)        |
|  |                                  |

|  | Аралієцвіті (Apiales)                                                                          |
|  |                                                                                                |
|  | \| \| Паракріфієцвіті (Paracryphiales) \| \| \| \| \| \| Черсакоцвіті (Dipsacales) \| \| \| \| |
|  |                                                                                                |
|  | Паракріфієцвіті (Paracryphiales)                                                               |
|  |                                                                                                |
|  | Черсакоцвіті (Dipsacales)                                                                      |
|  |                                                                                                |

|  | Паракріфієцвіті (Paracryphiales) |
|  |                                  |
|  | Черсакоцвіті (Dipsacales)        |
|  |                                  |

|  | Аралієцвіті (Apiales)                                                                          |
|  |                                                                                                |
|  | \| \| Паракріфієцвіті (Paracryphiales) \| \| \| \| \| \| Черсакоцвіті (Dipsacales) \| \| \| \| |
|  |                                                                                                |
|  | Паракріфієцвіті (Paracryphiales)                                                               |
|  |                                                                                                |
|  | Черсакоцвіті (Dipsacales)                                                                      |
|  |                                                                                                |

|  | Паракріфієцвіті (Paracryphiales) |
|  |                                  |
|  | Черсакоцвіті (Dipsacales)        |
|  |                                  |

|  | Аралієцвіті (Apiales)                                                                          |
|  |                                                                                                |
|  | \| \| Паракріфієцвіті (Paracryphiales) \| \| \| \| \| \| Черсакоцвіті (Dipsacales) \| \| \| \| |
|  |                                                                                                |
|  | Паракріфієцвіті (Paracryphiales)                                                               |
|  |                                                                                                |
|  | Черсакоцвіті (Dipsacales)                                                                      |
|  |                                                                                                |

|  | Паракріфієцвіті (Paracryphiales) |
|  |                                  |
|  | Черсакоцвіті (Dipsacales)        |
|  |                                  |

|  | Аралієцвіті (Apiales)                                                                          |
|  |                                                                                                |
|  | \| \| Паракріфієцвіті (Paracryphiales) \| \| \| \| \| \| Черсакоцвіті (Dipsacales) \| \| \| \| |
|  |                                                                                                |
|  | Паракріфієцвіті (Paracryphiales)                                                               |
|  |                                                                                                |
|  | Черсакоцвіті (Dipsacales)                                                                      |
|  |                                                                                                |

|  | Паракріфієцвіті (Paracryphiales) |
|  |                                  |
|  | Черсакоцвіті (Dipsacales)        |
|  |                                  |

|  | Бурачникові (Boraginaceae)                                                         |
|  |                                                                                    |
|  | Тирличецвіті (Gentianales)                                                         |
|  |                                                                                    |
|  | \| \| Пасльоноцвіті (Solanales) \| \| \| \| \| \| Губоцвіті (Lamiales) \| \| \| \| |
|  |                                                                                    |
|  | Пасльоноцвіті (Solanales)                                                          |
|  |                                                                                    |
|  | Губоцвіті (Lamiales)                                                               |
|  |                                                                                    |

|  | Пасльоноцвіті (Solanales) |
|  |                           |
|  | Губоцвіті (Lamiales)      |
|  |                           |

|  | Бурачникові (Boraginaceae)                                                         |
|  |                                                                                    |
|  | Тирличецвіті (Gentianales)                                                         |
|  |                                                                                    |
|  | \| \| Пасльоноцвіті (Solanales) \| \| \| \| \| \| Губоцвіті (Lamiales) \| \| \| \| |
|  |                                                                                    |
|  | Пасльоноцвіті (Solanales)                                                          |
|  |                                                                                    |
|  | Губоцвіті (Lamiales)                                                               |
|  |                                                                                    |

|  | Пасльоноцвіті (Solanales) |
|  |                           |
|  | Губоцвіті (Lamiales)      |
|  |                           |

|  | Аралієцвіті (Apiales)                                                                          |
|  |                                                                                                |
|  | \| \| Паракріфієцвіті (Paracryphiales) \| \| \| \| \| \| Черсакоцвіті (Dipsacales) \| \| \| \| |
|  |                                                                                                |
|  | Паракріфієцвіті (Paracryphiales)                                                               |
|  |                                                                                                |
|  | Черсакоцвіті (Dipsacales)                                                                      |
|  |                                                                                                |

|  | Паракріфієцвіті (Paracryphiales) |
|  |                                  |
|  | Черсакоцвіті (Dipsacales)        |
|  |                                  |

|  | Аралієцвіті (Apiales)                                                                          |
|  |                                                                                                |
|  | \| \| Паракріфієцвіті (Paracryphiales) \| \| \| \| \| \| Черсакоцвіті (Dipsacales) \| \| \| \| |
|  |                                                                                                |
|  | Паракріфієцвіті (Paracryphiales)                                                               |
|  |                                                                                                |
|  | Черсакоцвіті (Dipsacales)                                                                      |
|  |                                                                                                |

|  | Паракріфієцвіті (Paracryphiales) |
|  |                                  |
|  | Черсакоцвіті (Dipsacales)        |
|  |                                  |

|  | Аралієцвіті (Apiales)                                                                          |
|  |                                                                                                |
|  | \| \| Паракріфієцвіті (Paracryphiales) \| \| \| \| \| \| Черсакоцвіті (Dipsacales) \| \| \| \| |
|  |                                                                                                |
|  | Паракріфієцвіті (Paracryphiales)                                                               |
|  |                                                                                                |
|  | Черсакоцвіті (Dipsacales)                                                                      |
|  |                                                                                                |

|  | Паракріфієцвіті (Paracryphiales) |
|  |                                  |
|  | Черсакоцвіті (Dipsacales)        |
|  |                                  |

|  | Аралієцвіті (Apiales)                                                                          |
|  |                                                                                                |
|  | \| \| Паракріфієцвіті (Paracryphiales) \| \| \| \| \| \| Черсакоцвіті (Dipsacales) \| \| \| \| |
|  |                                                                                                |
|  | Паракріфієцвіті (Paracryphiales)                                                               |
|  |                                                                                                |
|  | Черсакоцвіті (Dipsacales)                                                                      |
|  |                                                                                                |

|  | Паракріфієцвіті (Paracryphiales) |
|  |                                  |
|  | Черсакоцвіті (Dipsacales)        |
|  |                                  |

|  | Аралієцвіті (Apiales)                                                                          |
|  |                                                                                                |
|  | \| \| Паракріфієцвіті (Paracryphiales) \| \| \| \| \| \| Черсакоцвіті (Dipsacales) \| \| \| \| |
|  |                                                                                                |
|  | Паракріфієцвіті (Paracryphiales)                                                               |
|  |                                                                                                |
|  | Черсакоцвіті (Dipsacales)                                                                      |
|  |                                                                                                |

|  | Паракріфієцвіті (Paracryphiales) |
|  |                                  |
|  | Черсакоцвіті (Dipsacales)        |
|  |                                  |

|  | Аралієцвіті (Apiales)                                                                          |
|  |                                                                                                |
|  | \| \| Паракріфієцвіті (Paracryphiales) \| \| \| \| \| \| Черсакоцвіті (Dipsacales) \| \| \| \| |
|  |                                                                                                |
|  | Паракріфієцвіті (Paracryphiales)                                                               |
|  |                                                                                                |
|  | Черсакоцвіті (Dipsacales)                                                                      |
|  |                                                                                                |

|  | Паракріфієцвіті (Paracryphiales) |
|  |                                  |
|  | Черсакоцвіті (Dipsacales)        |
|  |                                  |

|  | Аралієцвіті (Apiales)                                                                          |
|  |                                                                                                |
|  | \| \| Паракріфієцвіті (Paracryphiales) \| \| \| \| \| \| Черсакоцвіті (Dipsacales) \| \| \| \| |
|  |                                                                                                |
|  | Паракріфієцвіті (Paracryphiales)                                                               |
|  |                                                                                                |
|  | Черсакоцвіті (Dipsacales)                                                                      |
|  |                                                                                                |

|  | Паракріфієцвіті (Paracryphiales) |
|  |                                  |
|  | Черсакоцвіті (Dipsacales)        |
|  |                                  |

|  | Аралієцвіті (Apiales)                                                                          |
|  |                                                                                                |
|  | \| \| Паракріфієцвіті (Paracryphiales) \| \| \| \| \| \| Черсакоцвіті (Dipsacales) \| \| \| \| |
|  |                                                                                                |
|  | Паракріфієцвіті (Paracryphiales)                                                               |
|  |                                                                                                |
|  | Черсакоцвіті (Dipsacales)                                                                      |
|  |                                                                                                |

|  | Паракріфієцвіті (Paracryphiales) |
|  |                                  |
|  | Черсакоцвіті (Dipsacales)        |
|  |                                  |

|  | Бурачникові (Boraginaceae)                                                         |
|  |                                                                                    |
|  | Тирличецвіті (Gentianales)                                                         |
|  |                                                                                    |
|  | \| \| Пасльоноцвіті (Solanales) \| \| \| \| \| \| Губоцвіті (Lamiales) \| \| \| \| |
|  |                                                                                    |
|  | Пасльоноцвіті (Solanales)                                                          |
|  |                                                                                    |
|  | Губоцвіті (Lamiales)                                                               |
|  |                                                                                    |

|  | Пасльоноцвіті (Solanales) |
|  |                           |
|  | Губоцвіті (Lamiales)      |
|  |                           |

|  | Бурачникові (Boraginaceae)                                                         |
|  |                                                                                    |
|  | Тирличецвіті (Gentianales)                                                         |
|  |                                                                                    |
|  | \| \| Пасльоноцвіті (Solanales) \| \| \| \| \| \| Губоцвіті (Lamiales) \| \| \| \| |
|  |                                                                                    |
|  | Пасльоноцвіті (Solanales)                                                          |
|  |                                                                                    |
|  | Губоцвіті (Lamiales)                                                               |
|  |                                                                                    |

|  | Пасльоноцвіті (Solanales) |
|  |                           |
|  | Губоцвіті (Lamiales)      |
|  |                           |

|  | Аралієцвіті (Apiales)                                                                          |
|  |                                                                                                |
|  | \| \| Паракріфієцвіті (Paracryphiales) \| \| \| \| \| \| Черсакоцвіті (Dipsacales) \| \| \| \| |
|  |                                                                                                |
|  | Паракріфієцвіті (Paracryphiales)                                                               |
|  |                                                                                                |
|  | Черсакоцвіті (Dipsacales)                                                                      |
|  |                                                                                                |

|  | Паракріфієцвіті (Paracryphiales) |
|  |                                  |
|  | Черсакоцвіті (Dipsacales)        |
|  |                                  |

|  | Аралієцвіті (Apiales)                                                                          |
|  |                                                                                                |
|  | \| \| Паракріфієцвіті (Paracryphiales) \| \| \| \| \| \| Черсакоцвіті (Dipsacales) \| \| \| \| |
|  |                                                                                                |
|  | Паракріфієцвіті (Paracryphiales)                                                               |
|  |                                                                                                |
|  | Черсакоцвіті (Dipsacales)                                                                      |
|  |                                                                                                |

|  | Паракріфієцвіті (Paracryphiales) |
|  |                                  |
|  | Черсакоцвіті (Dipsacales)        |
|  |                                  |

|  | Аралієцвіті (Apiales)                                                                          |
|  |                                                                                                |
|  | \| \| Паракріфієцвіті (Paracryphiales) \| \| \| \| \| \| Черсакоцвіті (Dipsacales) \| \| \| \| |
|  |                                                                                                |
|  | Паракріфієцвіті (Paracryphiales)                                                               |
|  |                                                                                                |
|  | Черсакоцвіті (Dipsacales)                                                                      |
|  |                                                                                                |

|  | Паракріфієцвіті (Paracryphiales) |
|  |                                  |
|  | Черсакоцвіті (Dipsacales)        |
|  |                                  |

|  | Аралієцвіті (Apiales)                                                                          |
|  |                                                                                                |
|  | \| \| Паракріфієцвіті (Paracryphiales) \| \| \| \| \| \| Черсакоцвіті (Dipsacales) \| \| \| \| |
|  |                                                                                                |
|  | Паракріфієцвіті (Paracryphiales)                                                               |
|  |                                                                                                |
|  | Черсакоцвіті (Dipsacales)                                                                      |
|  |                                                                                                |

|  | Паракріфієцвіті (Paracryphiales) |
|  |                                  |
|  | Черсакоцвіті (Dipsacales)        |
|  |                                  |

|  | Аралієцвіті (Apiales)                                                                          |
|  |                                                                                                |
|  | \| \| Паракріфієцвіті (Paracryphiales) \| \| \| \| \| \| Черсакоцвіті (Dipsacales) \| \| \| \| |
|  |                                                                                                |
|  | Паракріфієцвіті (Paracryphiales)                                                               |
|  |                                                                                                |
|  | Черсакоцвіті (Dipsacales)                                                                      |
|  |                                                                                                |

|  | Паракріфієцвіті (Paracryphiales) |
|  |                                  |
|  | Черсакоцвіті (Dipsacales)        |
|  |                                  |

|  | Аралієцвіті (Apiales)                                                                          |
|  |                                                                                                |
|  | \| \| Паракріфієцвіті (Paracryphiales) \| \| \| \| \| \| Черсакоцвіті (Dipsacales) \| \| \| \| |
|  |                                                                                                |
|  | Паракріфієцвіті (Paracryphiales)                                                               |
|  |                                                                                                |
|  | Черсакоцвіті (Dipsacales)                                                                      |
|  |                                                                                                |

|  | Паракріфієцвіті (Paracryphiales) |
|  |                                  |
|  | Черсакоцвіті (Dipsacales)        |
|  |                                  |

|  | Аралієцвіті (Apiales)                                                                          |
|  |                                                                                                |
|  | \| \| Паракріфієцвіті (Paracryphiales) \| \| \| \| \| \| Черсакоцвіті (Dipsacales) \| \| \| \| |
|  |                                                                                                |
|  | Паракріфієцвіті (Paracryphiales)                                                               |
|  |                                                                                                |
|  | Черсакоцвіті (Dipsacales)                                                                      |
|  |                                                                                                |

|  | Паракріфієцвіті (Paracryphiales) |
|  |                                  |
|  | Черсакоцвіті (Dipsacales)        |
|  |                                  |

|  | Аралієцвіті (Apiales)                                                                          |
|  |                                                                                                |
|  | \| \| Паракріфієцвіті (Paracryphiales) \| \| \| \| \| \| Черсакоцвіті (Dipsacales) \| \| \| \| |
|  |                                                                                                |
|  | Паракріфієцвіті (Paracryphiales)                                                               |
|  |                                                                                                |
|  | Черсакоцвіті (Dipsacales)                                                                      |
|  |                                                                                                |

|  | Паракріфієцвіті (Paracryphiales) |
|  |                                  |
|  | Черсакоцвіті (Dipsacales)        |
|  |                                  |

|  | Бурачникові (Boraginaceae)                                                         |
|  |                                                                                    |
|  | Тирличецвіті (Gentianales)                                                         |
|  |                                                                                    |
|  | \| \| Пасльоноцвіті (Solanales) \| \| \| \| \| \| Губоцвіті (Lamiales) \| \| \| \| |
|  |                                                                                    |
|  | Пасльоноцвіті (Solanales)                                                          |
|  |                                                                                    |
|  | Губоцвіті (Lamiales)                                                               |
|  |                                                                                    |

|  | Пасльоноцвіті (Solanales) |
|  |                           |
|  | Губоцвіті (Lamiales)      |
|  |                           |

|  | Бурачникові (Boraginaceae)                                                         |
|  |                                                                                    |
|  | Тирличецвіті (Gentianales)                                                         |
|  |                                                                                    |
|  | \| \| Пасльоноцвіті (Solanales) \| \| \| \| \| \| Губоцвіті (Lamiales) \| \| \| \| |
|  |                                                                                    |
|  | Пасльоноцвіті (Solanales)                                                          |
|  |                                                                                    |
|  | Губоцвіті (Lamiales)                                                               |
|  |                                                                                    |

|  | Пасльоноцвіті (Solanales) |
|  |                           |
|  | Губоцвіті (Lamiales)      |
|  |                           |

|  | Аралієцвіті (Apiales)                                                                          |
|  |                                                                                                |
|  | \| \| Паракріфієцвіті (Paracryphiales) \| \| \| \| \| \| Черсакоцвіті (Dipsacales) \| \| \| \| |
|  |                                                                                                |
|  | Паракріфієцвіті (Paracryphiales)                                                               |
|  |                                                                                                |
|  | Черсакоцвіті (Dipsacales)                                                                      |
|  |                                                                                                |

|  | Паракріфієцвіті (Paracryphiales) |
|  |                                  |
|  | Черсакоцвіті (Dipsacales)        |
|  |                                  |

|  | Аралієцвіті (Apiales)                                                                          |
|  |                                                                                                |
|  | \| \| Паракріфієцвіті (Paracryphiales) \| \| \| \| \| \| Черсакоцвіті (Dipsacales) \| \| \| \| |
|  |                                                                                                |
|  | Паракріфієцвіті (Paracryphiales)                                                               |
|  |                                                                                                |
|  | Черсакоцвіті (Dipsacales)                                                                      |
|  |                                                                                                |

|  | Паракріфієцвіті (Paracryphiales) |
|  |                                  |
|  | Черсакоцвіті (Dipsacales)        |
|  |                                  |

|  | Аралієцвіті (Apiales)                                                                          |
|  |                                                                                                |
|  | \| \| Паракріфієцвіті (Paracryphiales) \| \| \| \| \| \| Черсакоцвіті (Dipsacales) \| \| \| \| |
|  |                                                                                                |
|  | Паракріфієцвіті (Paracryphiales)                                                               |
|  |                                                                                                |
|  | Черсакоцвіті (Dipsacales)                                                                      |
|  |                                                                                                |

|  | Паракріфієцвіті (Paracryphiales) |
|  |                                  |
|  | Черсакоцвіті (Dipsacales)        |
|  |                                  |

|  | Аралієцвіті (Apiales)                                                                          |
|  |                                                                                                |
|  | \| \| Паракріфієцвіті (Paracryphiales) \| \| \| \| \| \| Черсакоцвіті (Dipsacales) \| \| \| \| |
|  |                                                                                                |
|  | Паракріфієцвіті (Paracryphiales)                                                               |
|  |                                                                                                |
|  | Черсакоцвіті (Dipsacales)                                                                      |
|  |                                                                                                |

|  | Паракріфієцвіті (Paracryphiales) |
|  |                                  |
|  | Черсакоцвіті (Dipsacales)        |
|  |                                  |

|  | Аралієцвіті (Apiales)                                                                          |
|  |                                                                                                |
|  | \| \| Паракріфієцвіті (Paracryphiales) \| \| \| \| \| \| Черсакоцвіті (Dipsacales) \| \| \| \| |
|  |                                                                                                |
|  | Паракріфієцвіті (Paracryphiales)                                                               |
|  |                                                                                                |
|  | Черсакоцвіті (Dipsacales)                                                                      |
|  |                                                                                                |

|  | Паракріфієцвіті (Paracryphiales) |
|  |                                  |
|  | Черсакоцвіті (Dipsacales)        |
|  |                                  |

|  | Аралієцвіті (Apiales)                                                                          |
|  |                                                                                                |
|  | \| \| Паракріфієцвіті (Paracryphiales) \| \| \| \| \| \| Черсакоцвіті (Dipsacales) \| \| \| \| |
|  |                                                                                                |
|  | Паракріфієцвіті (Paracryphiales)                                                               |
|  |                                                                                                |
|  | Черсакоцвіті (Dipsacales)                                                                      |
|  |                                                                                                |

|  | Паракріфієцвіті (Paracryphiales) |
|  |                                  |
|  | Черсакоцвіті (Dipsacales)        |
|  |                                  |

|  | Аралієцвіті (Apiales)                                                                          |
|  |                                                                                                |
|  | \| \| Паракріфієцвіті (Paracryphiales) \| \| \| \| \| \| Черсакоцвіті (Dipsacales) \| \| \| \| |
|  |                                                                                                |
|  | Паракріфієцвіті (Paracryphiales)                                                               |
|  |                                                                                                |
|  | Черсакоцвіті (Dipsacales)                                                                      |
|  |                                                                                                |

|  | Паракріфієцвіті (Paracryphiales) |
|  |                                  |
|  | Черсакоцвіті (Dipsacales)        |
|  |                                  |

|  | Аралієцвіті (Apiales)                                                                          |
|  |                                                                                                |
|  | \| \| Паракріфієцвіті (Paracryphiales) \| \| \| \| \| \| Черсакоцвіті (Dipsacales) \| \| \| \| |
|  |                                                                                                |
|  | Паракріфієцвіті (Paracryphiales)                                                               |
|  |                                                                                                |
|  | Черсакоцвіті (Dipsacales)                                                                      |
|  |                                                                                                |

|  | Паракріфієцвіті (Paracryphiales) |
|  |                                  |
|  | Черсакоцвіті (Dipsacales)        |
|  |                                  |